# First Love (1939)
First Love (br: O Primeiro Amor) é um filme norte-americano de 1939, do gênero comédia musical, dirigido por Henry Koster e estrelado por Deanna Durbin e Robert Stack.